# Abdysamiet Kazakpajew
Abdysamiet Kazakpajew (ur. 1898 w obwodzie semipałatyńskim, zm. 1959) – radziecki i kazachski polityk, przewodniczący Prezydium Rady Najwyższej Kazachskiej SRR w latach 1938-1947.
Od 1924 sekretarz i przewodniczący sielsowietu, zastępca przewodniczącego kołchozu, następnie przewodniczący kołchozu w obwodzie akmolińskim, 1932 wstąpił do WKP(b), 1937-1938 zastępca przewodniczącego rejonowego komitetu wykonawczego w Akmole (obecnie Astana), 1938 przewodniczący komitetu wykonawczego rady obwodowej w Karagandzie. Od 16 lipca 1938 do 18 marca 1947 przewodniczący Prezydium Rady Najwyższej Kazachskiej SRR. Członek Biura Politycznego KC Komunistycznej Partii (bolszewików) Kazachstanu, deputowany do Rady Najwyższej ZSRR 1 i 2 kadencji. Na ścianie domu, w którym mieszkał, umieszczono tablicę pamiątkową, a jedną z ulic w Ałma-Acie nazwano jego imieniem.